# Virus (groupe)
Pour les articles homonymes, voir Virus (homonymie).
Virus est un groupe argentin de rock et pop, originaire de La Plata, Buenos Aires. Il est formé le 11 janvier 1980. Virus joue un rôle clé dans le new wave des années 1980, aux côtés d'autres groupes musicaux tels que Los Abuelos de la Nada, Soda Stereo et Sumo. Parmi les chansons les plus populaires du groupe à l'époque, citons Amor descartable, Wadu-Wadu, Una luna de miel en la mano, Pronta entrega, Imágenes paganas, Sin disfraz, Encuentro en el río, El probador, Destino circular, Tomo lo que encuentro, et Mirada speed.
Depuis leurs débuts comme l'un des groupes de new wave les plus emblématiques d'Argentine au début des années 1980, ils jouent un rôle de premier plan dans la rénovation musicale argentine qui a lieu avec la fin de la dictature et le retour de la démocratie en 1983. Virus entre dans l'histoire comme l'un des groupes de rock en espagnol les plus emblématiques, salué par la critique : les 100 meilleures chansons du rock espagnol par Rolling Stone Espagne et MTV en 2002 leur attribue la 62e et 21e place respectivement, et un classement similaire réalisé en 2007 par rock.com.ar récompense leurs chansons Wadu-Wadu (72e) et Imágenes paganas (35e). 

## Histoire

### Débuts
Au début, le groupe est formé par Federico Moura (chant), Marcelo Moura (claviers, seconde voix et chœurs), Julio Moura (guitare), Ricardo Serra (guitare), Mario Serra (batterie) et Enrique Mugetti (basse). Cependant, plus tard, il y aura des changements de membres.

### 2000–2010

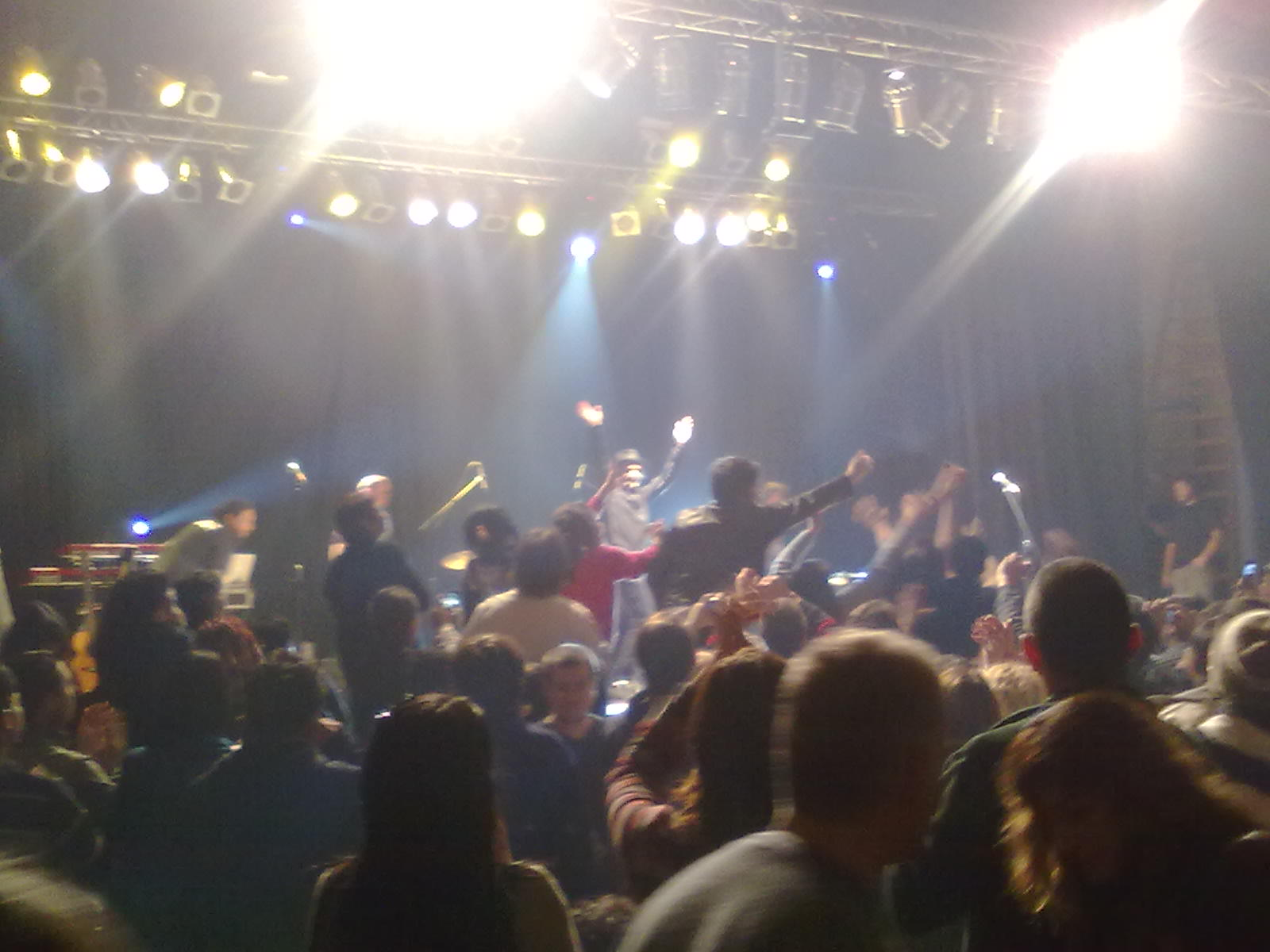
Virus à Comodoro Rivadavia.

En 2000, Virus enregistre deux chansons inédites pour les inclure dans l'album Obras cumbres. Les morceaux choisis sont El tecnofón et Danza de Bengalas, ce dernier ayant une forte rotation dans les stations de radio argentines. En 2001, ils sortent l'EP interactif Todo gira al revés qui comprend deux nouvelles chansons, deux démos inédites et le clip vidéo Danza de Bengalas. Ils se produisent dans une série de spectacles au théâtre Coliseo Podestá, sous le nom de Virus, lados B.
En 2005, Virus subit quelques changements et Fernando Monteloene (claviers), Lulo Isod (batterie) et Ariel Naón (basse) rejoignent le groupe, remplaçant respectivement Fontana, Graña et Mugetti. Avec ce line-up, ils sortent en 2006 l'album Caja negra, qui est l'enregistrement d'un live de Virus, au théâtre Coliseo, et qui a la particularité d'avoir des artistes renommés d'Argentine comme invités (comme Ale Sergi, Pity Álvarez, Adrián Dárgelos et Ciro Pertusi). En outre, cinq nouvelles chansons sont ajoutées en studio.
En 2009, le batteur de Virus, Lulo Isod, est appelé par Ciro Martínez (ex-leader de Los Piojos) pour rejoindre son nouveau groupe Ciro y los Persas. Lulo est remplacé par Nicolás Méndez. 
En 2011, ils célèbrent les 30 ans de Wadu-Wadu au Teatro Ópera. Virus continue à tourner à l'intérieur du pays et dans plusieurs pays d'Amérique latine, comme le Chili, l'Uruguay, le Paraguay et le Pérou, avec un large public et des concerts à guichets fermés. En 2012, parallèlement à Virus, Marcelo Moura sort l'album Choque avec Ale Sergi.
En 2013, le réalisateur Sergio Constantino réalise le film Imágenes Paganas, un documentaire au format opéra-rock, sur l'histoire de Federico Moura et de Virus. En même temps, il raconte l'histoire d'un fan du groupe, avec Paloma Kippes et Noelia Antunez. Julio et Marcelo Moura, sa mère, d'anciens membres du groupe, leur famille et leurs amis participent à ce film.
En 2015, ils sortent l'album 30 años de Locura, un album live enregistré au Teatro Ópera, rendant hommage à l'album qui a fait leur succès. Cet album reflète la qualité musicale de Virus en live. En outre, 3 nouvelles reprises des classiques Qué hago en Manila, Danza narcótica, et Transeunte sin identidad, jouées en format unplugged, avec un quatuor à cordes (également enregistré en direct). Les billets pour ce concert sont vendus plusieurs semaines avant la représentation. Le groupe donne ensuite plusieurs concerts à l'intérieur de l'Argentine, dont le dernier de l'année dans la ville de Rosario. Quelque temps plus tard, le groupe décide de faire une nouvelle pause. Dans cette impasse, ses leaders, Marcelo et Julio Moura, sortent chacun un album solo : Marcelo sort Disculpen la de Moura, en 2016, et Julio sort Enigma IV en 2018.

### Années 2020
En 2021, le groupe reprend progressivement ses activités au fur et à mesure que la pandémie recule. Le 25 août 2021, le groupe réapparaît dans un petit concert acoustique pour la présentation d'une série de 3 EP en hommage au groupe. Le premier, Virus, un viaje de placer, réunit Joaquín Vitola, Rayos Láser, Bruno Albano, Potra, Javiera Mena, Alejandro Paz, Moreno Veloso et Ignacio Rodríguez. Le groupe revient en tant que tel après presque 6 ans d'absence, avec l'inclusion de Mario Serra, le batteur original du groupe. 
Le 10 février 2024, le groupe se produit à la Fiesta de la Independencia à Talca devant plus de 120 000 spectateurs. En raison du succès du concert, le groupe annonce un nouveau concert pour le 29 juin 2024 au Teatro Coliseo dans la ville de Santiago, ainsi que d'autres dates à confirmer dans d'autres régions du Chili. Le 12 avril 2024, Virus se produit au Movistar Arena de Buenos Aires, une salle conçue exclusivement pour les événements musicaux et la plus moderne d'Amérique du Sud. Virus marque une nouvelle étape, puisque ce concert devient le plus grand concert payant du groupe depuis le décès de Federico Moura, avec une assistance de 15 000 spectateurs. 

## Style musical et performances
Leurs paroles ironiques et amusantes, dans lesquelles des jeux de mots étaient utilisés pour critiquer le rock national, leurs compositions aux arrangements sophistiqués mais accrocheurs qui invitaient les gens à s'amuser, leur style new wave contemporaine et puissant et leur esthétique particulière sur scène, donnent au groupe une personnalité définie au sein du rock en espagnol de l'époque, considéré jusqu'alors comme « solennel » et « rigide »,,. Pour cette raison, ils réussissent à récolter à la fois des louanges et des critiques de la part des médias de masse. Leurs détracteurs les qualifient de « frivoles », car ils rompaient avec les exigences de complexité compositionnelle, de virtuosité technique, de profondeur métaphysique et/ou d'engagement social des paroles qui, jusqu'alors, étaient considérées comme caractérisant la musique des plus grands groupes de rock nationaux de la décennie précédente des années 1970 (progressif, symphonique, symphonique, jazz fusion, etc.), ou « scandaleuses » pour leur proposition apparemment superficielle de « juste danser et s'amuser », pour l'artificialité des poses mélodramatiques ou androgynes de leur chanteur, pour leur humour et leurs références au sexe, etc.,,,,.

## Discographie

### Albums studio
- 1981 : Wadu-Wadu
- 1982 : Recrudece
- 1983 : Agujero interior
- 1984 : Relax
- 1985 : Locura
- 1987 : Superficies de placer
- 1989 : Tierra del Fuego
- 1998 : 9

### Albums live
- 1986 : Vivo
- 1997 : Vivo 2
- 2007 : Caja negra
- 2015 : 30 años de Locura

### EP
- 2001 : Todo gira al revés

### Compilations
- 1987 :  Grandes éxitos
- 2000 : Obras cumbres

### VHS
- 1992 :  Chateau rock (1992)

### DVD
- 2007 : Caja negra

### Singles
- 1981 : Wadu Wadu: Wadu Wadu, Soy moderno, no fumo, El rock en mi forma de ser, Loco coco
- 1982 : Recrudece: Ay qué mambo, El 146, Bandas chantas arañan la nada, Entrá en movimiento
- 1983 : Agujero interior: Hay que salir del agujero interior, El probador, Carolina, En mi garaje, ¿Qué hago en Manila?, Los sueños de Drácula
- 1984 : Relax: Amor descartable
- 1985 : Locura: Pronta entrega, Pecados para dos, Destino circular, Tomo lo que encuentro, Sin disfraz, Una luna de miel en la mano
- 1986 : Virus Vivo: Imágenes paganas
- 1987 : Superficies de placer: Superficies de placer, Danza Narcótica, Encuentro en el río
- 1989 : Tierra del Fuego: El de moño negro, Un amor inhabitado, Despedida nocturna
- 1999 : 9: América fatal, Amor Descartable Versión II
- 2000 : Obras cumbres: Tecnofón, Danza de bengalas
- 2006 : Caja negra: Pronta entrega, Una luna de miel en la mano